# Gentianella glossocarpa
Gentianella glossocarpa är en gentianaväxtart som beskrevs av Guy L. Nesom. Gentianella glossocarpa ingår i släktet gentianellor, och familjen gentianaväxter. Inga underarter finns listade i Catalogue of Life.